# Dragon Ash
是在日本具有重要地位的搖滾樂團，由主唱降谷建志帶領。他們是第一個將嘻哈音樂推向日本流行音樂市場的樂團。
的曲風混合了饒舌、饒舌搖滾、龐克、硬蕊以及節奏藍調等不同音樂類型，他們因此將美式風格帶進了日本音樂，並且讓饒舌音樂在日本成為主流之一。的歌曲使用了很多不同的「音樂取樣」（sample），有一大部分取樣來自美國知名的另類搖滾樂團（非凡人物樂團），例如單曲中的貝斯聲音就是取樣自他們的同名歌曲，另一首歌曲中的開頭則是取樣自的。將他們其中一首歌曲命名為，也與的歌曲名稱相同。他們獨特的混合式（mixture）搖滾曲風，形成穩重又暢快的音樂感。近來的作品也融入了電子音樂和拉丁的風格。
樂團名稱並沒有正式的中文翻譯，唱片公司和媒體等都直接採用原文名稱。直譯的意思為「龍灰」或「龍的遺骨」。這個名稱是來自降谷喜歡的漫畫《七龍珠》（Dragon Ball），據說同時也有和諧音的含意，但成員之一的馬場育三（IKÜZÖNE）在歌迷俱樂部的會報中否認這點。

## 樂團歷史

### 創團初期
主唱降谷建志"KJ"原本是屬於其他樂團的貝斯手，在1996年5月時受到別人的建議，離開原本的樂團另組新團。他首先找來了國中同學「櫻井誠」擔任新團的鼓手，並且在雜誌上刊登招募團員的廣告。最後找到貝斯手「馬場育三」，正式成立。同年8月進行了第一次的現場演出，他們憑著當時在日本還很罕見的獨特混合曲風，很快的在地下音樂界中有了知名度。隔年（1997年）他們發行了首張迷你專輯，這張專輯在歌迷和樂評間受到很不錯的評價。在日本音樂界中開始活躍，在同年4月降谷還有了自己的電台節目，他們的歌曲也成為了很多電視節目和卡通影集的主題曲。1997年10月22日，他們推出首張正式單曲，之後在11月22日也發行了第一張錄音室專輯《Mustang!》。
1998年開始大量參加各種音樂活動，包括電視台舉辦的全國巡迴演唱會。在這個年度他們一共發行了2支單曲和1張專輯，發行首周還成為日本排行榜的第8名。

### DJ BOTS加入
1999年，原本只是友情支援的DJ BOTS正式成為樂團一員。同年3月發行單曲，加入了新成員的，音樂有了更豐富、更大的發展性，因此這首歌曲一發行就登上ORICON排行榜第4名。同年3月開始舉行「Let Yourself Go」全國巡迴演唱會，演唱會受到熱烈歡迎，甚至在結束後還舉行了追加演出。之後發行了兩張單曲《Grateful Days》和《I LUV HIP HOP》，也在排行榜上分別獲得冠軍和第4名的絕佳成績。7月23日發行第三張專輯，這張專輯一發售就登上ORICON排行榜的第一名，銷售超過160萬張。名副其實的成為日本最重要的搖滾樂團之一。
維持的這股氣勢，之後推出的單曲和專輯都有很好的成績，也開始參加海外演出。2001年3月14日發行的專輯，其中收錄的歌曲是電影《大逃殺》（Battle Royale）的片尾曲，這首歌也讓隨著電影在美國開始有了知名度。

### 成為7人的樂團
2002年，發行了兩張冠軍單曲和，並舉行了巡迴演唱會。他們也加入了三位新成員，分別是吉他手以及和兩名舞者，正式成為7人編制的樂團至今。

## 樂團成員

樂團的標誌

- Kj（降谷建志）- 主唱、吉他手，並負責作詞、作曲。是的團長，父親是演員「古谷一行」
- IKÜZÖNE（馬場育三）- 貝斯手，因看見雜誌上的募集團員廣告而加入，2012年4月21日去世，享年46歲。
- 櫻井誠 - 鼓手，與Kj、BOTS是同學
- BOTS（佐藤哲也）- DJ，1999年加入。在成為正規團員前經常參與現場演奏和MV的拍攝。
- HIROKI - 演奏電吉他，2003年加入
- DRI-V - 舞者，2003年加入
- ATSUSHI - 舞者，2003年加入

## 年表
1996年
- 5月Dragon Ash正式成立，當時的團員只有三人，分別是降谷建志、櫻井誠和馬場育三。
- 8月在位於東京川崎市進行了首次的現場表演。隔月（9月）就開始固定的演出，大約每個月1-2次。

1997年
2月21日
- 降谷和櫻井都還在高中唸書的時候，他們發行第一張迷你專輯《The day dragged on》，當時的音樂受到「Nirvana」（超脫合唱團）和「The Smashing Pumpkins」（非凡人物樂團）的影響。（早期的歌曲名稱就是取自非凡人物的。）
- 4月開始，降谷在廣播電台開始主持自己的節目。
- 4月23日發行第二張迷你專輯《Public Garden》。
- 10月22日發行第一張單曲《Rainy Day and Day》。
- 11月22日推出了首張錄音室專輯《Mustang!》。

1999年
- 原本只是友情支援的BOTS正式加入樂團。
  - 加入了DJ後，Dragon Ash的音樂加重了嘻哈元素。
- 3月3日發行單曲《Let yourself go, Let myself go》。
  - 在電視節目中演出這首歌曲時，降谷建志將麥克風倒握，結果仍有歌聲傳出，以此表示对电视台要求假唱的不满。之后他们即不再在公共电视频道亮相。
- 5月1日同時發行兩張單曲《Grateful Days》、《I LOVE HIP HOP》。
  - 前者是邀請日本歌手「ZEEBRA」和「ACO」友情跨刀演唱。吉他的旋律是取樣自「The Smashing Pumpkins」的歌曲《Today》，這首歌曲結合了降谷和ZEEBRA擅長的饒舌、ACO柔美的和聲，以及描述家族愛的歌詞讓聽眾感動，因此《Grateful Days》引起廣大的回響。受到矚目後，Dragon Ash的知名度在音樂界快速提升。
  - 後者是取樣自女歌手「Joan Jett」的《I Love Rock》，是一首相當輕快的歌曲。但是卻沒有取得原作曲者「Merill」的許可，在向Merill解釋說明並補繳版權費用後，這張單曲也因而「廢盤」停止發行。

2000年
- 3月15日和嘻哈樂團「ラッパ我リヤ」合作發售了單曲《Deep Impact》。（銷售了超過61萬片）。
  - 降谷和「ラッパ我リヤ」樂團的成員共三人，在歌曲中有濃厚攻擊型的饒舌演出。可說是2000年日本流行音樂的絕佳開場。歌詞主要內容是表示自己站在搖滾樂最前衛的位置，並且讚揚自己的天分和才能，以及「目標是成為日本音樂的最高峰」等充滿自信的宣言。這首歌曲也獲得商業上的成功
- 7月12日發售單曲《Summer Tribe》
- Dragon Ash主辦的「TMC」巡迴演唱會開始舉行。

2002年
- 單曲《Life goes on》雖然十分流行，在發售前卻傳出懷疑是剽竊的作品[來源請求]。這首歌曲後來沒有被收錄到專輯中。
- 另一支單曲《FANTASISTA》是日本2002年世界盃足球賽的主題曲，引起流行。

2003年
- 以前友情支援的團員—「HIROKI」、「DRI-V」、「ATSUSHI」正式加入樂團。

2005年
- 9月16日，幾乎不在電視上曝光的他們，參加了電視節目《我們的音樂 Our Music》的演出。

2007年
- 2月21日，錄音室專輯《INDEPENDIENTE》發售。

## 相關活動
- 降谷建志近年來也有參與其他的音樂計畫，包括與、的、（來自）共四人合組嘻哈樂團（台譯：屎蛋會社）。降谷也與許多日本其他的嘻哈歌手合作歌曲，收錄在專輯中，與他們所組成的團體同名，同時也是所屬的唱片廠牌名稱。
- 降谷在一些訪談中提到，是以龐克曲風樂團出道的原因，是由於當時在日本龐克非常流行，而降谷的經紀人認為嘻哈音樂並不會暢銷。他也表示嘻哈音樂在他心中永遠是第一位，但是之所以這麼作是在音樂界成功的必要手段。
- 2006年7月，受邀到台灣參加海洋人民音樂祭的演出，但該活動後來因颱風而宣告取消，讓許多的樂迷相當失望。

## 作品

### 單曲
以下皆為日本當地的發售日期。
1. －1997年10月22日
2. －1998年5月21日
3. －1998年7月23日
4. －1999年3月3日
5. －1999年5月1日
6. －1999年5月1日
7. －2000年3月15日
8. －2000年7月12日
9. －2000年11月29日
10. －2002年1月23日
11. －2002年3月6日
12. －2003年6月25日
13. －2004年7月14日
14. －2005年6月1日
15. －2005年7月13日
16. －2006年7月19日
17. －2006年9月27日
18. －2006年12月6日（預定）
19. －2006年6月18

### 黑膠唱片
1. Free Your Mind #33－1998年12月19日
2. Deep Impact feat. Rappagariya－2000年3月15日
3. Summer Tribe－2000年7月12日
4. EPISODE 2－2000年8月23日
5. 静かな日々の階段を－2000年11月29日
6. Amploud－2000年11月29日
7. HARVEST REMIXIES－2004年4月7日

### 錄影帶
1. Buzz Clips－1999年10月21日
2. LILY DA VIDEO－2001年4月18日
3. POSSE IN VIDEO－2003年12月24日

### DVD
1. Buzz Clips DVD－2001年4月18日
2. LILY DA VIDEO－2001年4月18日
3. POSSE IN VIDEO－2003年12月24日
4. Video de Emócion－2005年12月21日

## 相關書籍
- Grateful Days Dragon Ash－1999年12月發行／rockin'on出版社（ISBN 4-947599-78-2）
- Live goes on Dragon Ash tour 02 photo book - 平間至撮影／2003年8月発行／rockin'on出版社（ISBN 4-86052-021-1）

## 外部連結
- Dragon Ash Official Website（页面存档备份，存于） - 官方網站
- musicJAPANplus艺人资料库 - Dragon Ash（页面存档备份，存于） （英文）
- 台灣官方網站[] - 豐華唱片設立
- Dragon Ash[永久] - 香港雅虎的音樂資料網頁
- ★MOBSQUAD★（页面存档备份，存于） - Dragon Ash所屬的音樂廠牌
- MOBMARKET - 相關紀念品和周邊商品販售
- ESP（页面存档备份，存于） - Electric Sound Products
- Victor - 所屬的唱片公司